# Scheintod
Scheintod (auch lateinisch Vita reducta oder Vita minima = „reduziertes Leben“ bzw. „geringstes Leben“; griechisch Pseudothanatos, auch Anabiosis) ist eine Bezeichnung für einen Zustand, in dem ein Mensch ohne Bewusstsein und scheinbar tot ist, so dass unklar ist, ob er noch lebt oder tot ist. Das beruhte darauf, dass die Mediziner lange Zeit lediglich mit Hilfe von Pulskontrolle, dem Abhören des Herzschlags und der Wahrnehmung der Atmung feststellen konnten, ob ein Mensch noch lebt oder tot ist.

## Definition
Der Pschyrembel definiert den auch als „reversibles Totscheinen“ auffassbaren Scheintod als „Zustand tiefer Bewusstlosigkeit mit klinisch nicht oder kaum nachweisbaren Lebenszeichen […], jedoch ohne sichere Todeszeichen.“

## Medizingeschichte
Um festzustellen, ob ein Mensch nur ohne Bewusstsein (etwa bei einem Schlaganfall) ist oder tatsächlich der Tod eingetreten ist, standen den Ärzten früher nur einfache Hilfsmittel zur Verfügung, die Johann Georg Krünitz in der Oeconomischen Encyclopädie des 18. Jahrhunderts beschreibt. „Scheintoten“ (als deutsches Substantiv erstmals 1788 gebraucht) wurde ein Spiegel vor den Mund gehalten, um zu sehen, ob er durch den Atem beschlägt. Weitere Hilfsmittel waren das Auftropfen heißen Wachses von Kerzen oder Siegellack und Federn, die vor die Nase gehalten wurden, oder ein Glas mit Wasser, das auf die Brust gestellt wurde, um an Wasserbewegungen zu sehen, ob sie sich leicht hebt und senkt.

„Was die äußerlichen Reizmittel und die chirurgischen Versuche anbetrifft, die Nasenlöcher durch rauhe Federn, Salze, Salmiak, oder die flache Hand und Fußsohlen mit Stichen zu reizen, und Schultern, Arme oder andere Theile zu schröpfen, so haben diese Hülfsmittel bisweilen scheinbare Todte, so wie glühendes Eisen an der Fußsohle, wieder ins Leben gebracht.“

In jedem Zweifelsfall wurden Maßnahmen angewandt, mit denen eine Wiederbelebung erreicht werden sollte:

„Man spritzt Pfeffer- und Salzauflösung in den Mund. Man bläset, Mund auf Mund gelegt, bei zugedrückter Nase, langsam in die Lunge des anscheinenden Todten Luft herein. Man gibt ihm Klystiere von Kochsalz ungefähr 2 bis 3 Loth desselben in warmen Wasser aufgelöset, oder Tabacksauflösung. Hierher gehören auch die Tabacksrauchklystiere, wenn ein Instrument vorhanden ist.“

Nachdem Christoph Wilhelm Hufeland ab dem 18. Jahrhundert auf die Problematik des Scheintodes aufmerksam gemacht und damit den Bau von Leichenhäusern und die Erstellung von Vorschriften, etwa zum Zeitpunkt der Beerdigung, mitangeregt hatte, verfasste er 1808 eine Abhandlung mit dem Titel Der Scheintod, in der er sich darum bemühte, den Zustand der Bewusstlosigkeit und der Asphyxie anhand verschiedener Merkmale vom Tod abzugrenzen. Am häufigsten trat der Scheintod damals bei Neugeborenen, bei (scheinbar) Ertrunkenen, Erfrorenen, Erhängten oder Erwürgten auf.

„Der Scheintod tritt unter den verschiedensten Umständen ein […] 1) S. durch innere Krankheitszustände. Hierher gehören die tiefe Ohnmacht nach großer Ermüdung von langem Marschieren, nach überstandenen schweren Geburten, ferner der S. nach heftigen Krampfanfällen bei Hysterie, Epilepsie und Eklampsie, bei der Starrsucht und Lethargie, manchmal bei der Cholera, bei manchen narkotischen Vergiftungen (Opium, Blausäure, Chloroform). 2) S. durch äußere Störungen: nach hohen Graden von Gehirnerschütterung, nach schweren Verwundungen mit gleichzeitiger Erschütterung oder mit bedeutendem Blutverlust, nach starken Blutungen überhaupt, besonders bei Wöchnerinnen und kleinen Kindern. 3) S. durch spezifische Ursachen. Hierher gehören der S. der Neugeborenen wegen noch nicht eingeleiteter Atmung, der S. durch Ertrinken, Erhängen etc., der S. durch irrespirable Gase, durch fremde Körper im Schlund etc.“

In der zweiten Hälfte des 19. Jahrhunderts fanden französische Mediziner heraus, das durch Abbindung eines Unterarms oder Unterschenkels bei gleichzeitiger Beobachtung einer eintretenden oder unterbleibenden Farbveränderung, z. B. venöse Blaufärbung der Blutgefäße, ein Scheintod feststellbar ist.
Als Eintrittspunkt des Todes sieht man heute gewöhnlich den Moment an, in welchem die Atmungs- und Herztätigkeit erlischt (Kreislaufstillstand, der potentiell noch reversible klinische Tod) oder der Hirntod diagnostiziert wird.
Auf Grund der modernen medizinischen Diagnostik kann der Tod eines Menschen in jedem Fall festgestellt werden, der Begriff Scheintod wird für Zustände der Bewusstlosigkeit und des Komas nicht mehr verwendet; mit dem Synonym Vita minima wird aber in der S1-Leitlinie 054-002 Regeln zur Durchführung der ärztlichen Leichenschau von 2022 ein Zustand bezeichnet, der unter anderem nach Unterkühlung, Blitzschlag oder Starkstromunfall und Schlafmittel- oder Kohlenmonoxidvergiftung eintreten kann.
Um den feststellenden Arzt vor einer strafrechtlich relevanten Fehldiagnose zu bewahren, sollte deshalb nach Ansicht von Rechtsmedizinern darauf geachtet werden, dass der Arzt im Falle eines klinisch Toten bis zum Eintreten der Totenflecken (erste Anzeichen erkennbar spätestens 30 Minuten nach Eintritt des Todes) oder bis zu einem anderen sicheren Nachweis (zehnminütige EKG-Null-Linie, Hirntodnachweis durch Elektroenzephalografie) mit Maßnahmen zur Wiederbelebung fortfährt.

## Kulturgeschichte
Das Phänomen des Scheintods spielte bereits in der Antike eine Rolle. Bei den Römern hatten so genannte Pollinctores die Aufgabe, die Toten mehrfach mit warmem Wasser zu waschen, ihnen die Augen zuzudrücken und sie drei- oder viermal mit ihrem Namen anzurufen. Wenn sie daraufhin kein Lebenszeichen von sich gaben, wurden sie auf den Boden gelegt und mit einem Tuch bedeckt. Berichte von wieder erwachten „Scheintoten“ sind unter anderem durch Valerius Maximus, Plutarch und Demokrit überliefert.
Auch der nach christlichen Verständnis von den Toten auferstandene Jesus Christus bzw. Jesus von Nazaret wurde gelegentlich mit dem Phänomen des Scheintods (Lazarus-Phänomen) in Verbindung gebracht. Im Zeitalter der Aufklärung, vom 17. bis ins 19. Jahrhundert, herrschte in Europa Angst, lebendig begraben zu werden, im Grab aufzuwachen und einen angsterfüllten Erstickungstod sterben zu müssen. Immer wieder traten Berichte über Leichen auf, die nach der Exhumierung in merkwürdigen Positionen gelegen haben sollen: Oft seien die Augen weit offen oder die Arme gegen das Oberteil des Sarges gedrückt gewesen. Auch wurde von Kratzern an der Innenseite des Sargoberteils erzählt, die die Verstorbenen mit bloßen Fingern in das Holz gekratzt haben sollen. Daher wurden in Testamenten oft Lagerfristen festgelegt oder es wurde verfügt, dass vor einer Bestattung die Pulsader durchschnitten werden sollte. Außerdem gab es spezielle Vorrichtungen, wie mit Gas gefüllte Särge, offene Särge, die mit Erde zugeschüttet wurden, um einen schnellen Erstickungstod hervorzurufen, oder auch offene Särge mit Leitern, welche die Möglichkeit bieten sollten, dem Grab zu entsteigen. Kaiser Joseph II. erließ eine Sanitätsverordnung, die eine Beerdigung von Toten frühestens nach 48 Stunden erlaubte, wie es auch in einem 1780 erlassenen Gesetz in Württemberg formuliert worden war. Damit sollte ein Begräbnis Scheintoter weniger wahrscheinlich gemacht werden.
In Österreich-Ungarn und bis 1900 in der Schweiz konnte man den (mit einem im Besteck von Ärzten damals befindlichen stilettartigen Messer durchzuführenden) Herzstich verfügen (wie es etwa der Arzt Arthur Schnitzler tat): Ein Arzt stößt dem Verstorbenen einen Dolch in das Herz, wo dieser verbleibt. Anderen wurden kleine Glocken an die Finger oder Füße gehängt, die mit einer Sicherheitsröhre, wie sie etwa auch als Rettungsapparat für begrabene Scheintodte um 1880 patentiert wurde, vom Grab an die Oberfläche verbunden sein konnten, oder eine Signalvorrichtung im Sarg befestigt. Ende des 18. Jahrhunderts wurden, auf Grund der Unsicherheit von durch Spiegelproben oder Pulsfühlen durchgeführten Todesfeststellungen und einer zunehmenden Angst vor dem Lebendig-Begrabenwerden, öffentliche Leichenhäuser errichtet. Im Weimarer Leichenhaus wurden zu Hufelands Zeiten alle Toten durch Fäden mit Alarmglocken verbunden, ebenso wie in der 1694 gebauten Leichenhalle in der Vorstadt Kölln. In Meyers Konversationslexikon wird Ende des 19. Jahrhunderts festgestellt: „Die Erfahrung hat gelehrt, dass in den besteingerichteten Leichenhallen (München, Weimar) seit vielen Jahren und unter vielen tausend Fällen noch nie der Fall vorgekommen ist, dass ein dort deponierter Körper das geringste Lebenszeichen wieder von sich gegeben hätte.“ Ähnlich hatte sich bereits 1849 der Esslinger Oberamtsarzt Ernst Gottlieb Steudel ausgedrückt und auf die im Verhältnis zum Nutzen seiner Meinung nach zu hohen Kosten der damaligen Leichenschauen zur Scheintoddiagnostik verwiesen.
Die Wahrscheinlichkeit, dass ein von Arzt, Leichenfrau oder Sargträgern übersehener Zustand im Zustand der Vita minima bzw. Vita reducta auftrat, war gemäß Tankred Koch sehr unwahrscheinlich. Er schreibt dazu: „Viel wahrscheinlicher und natürlicher ist, daß das letzte Lebenslicht unter dem Sauerstoffmangel und der Kälte des Grabes ganz still und unvermerkt gänzlich erlischt, ohne auch nur Spuren von Bewußtsein erweckt haben zu können.“
Viele Überlieferungen von Scheintodfällen haben anekdotenhafte Züge. Tatsächlich vorgekommen sind Fehldiagnosen mit großer Wahrscheinlichkeit bei Epidemien, wenn innerhalb kurzer Zeit sehr viele Erkrankungen und Todesfälle auftraten. Relativ bekannt wurde die Geschichte vom „lieben Augustin“, einem Wiener Original, das in den Wirtshäusern zur Zeit der Pest aufspielte und eines Tages völlig betrunken zusammen mit Pestopfern in ein Massengrab geworfen wurde. Da es noch nicht gefüllt war, wurde es nicht gleich mit Erde bedeckt und der „liebe Augustin“ konnte ausgenüchtert dem Grab wieder entsteigen.
Angst davor lebendig begraben zu werden, hatten beispielsweise Johann Nestroy, Edgar Allan Poe, Friederike Kempner, Hans Christian Andersen und Alfred Nobel. Dostojewski legte regelmäßig Zettel neben sein Bett: „Sollte ich in lethargischen Schlaf fallen, begrabe man mich nicht vor ... Tagen!“
In der Literatur wurde das Thema Scheintod im Jahre 2012 von dem Schriftsteller Francis Nenik in seinem Roman xo wieder aufgegriffen und die zahlreichen, im Leichenhaus durchgeführten Methoden zur Absicherung des Todes vom Scheintod sowie die mit der Angst vorm Scheintod verbundenen Grabsitten (Glocken über den Gräbern, Sprechrohre etc.) ausführlich beschrieben.

## Ausstellung
Im Medizinhistorischen Museum der Charité (Berlin) begann am 20. April 2018 die bis zum 31. März 2019 dauernde Ausstellung zur Veranschaulichung der Geschichte des Themas Scheintot. Über die Ungewissheit des Todes und die Angst, lebendig begraben zu werden.

### Aktuelle Literatur
- Margrit Augener: Scheintod als medizinisches Problem im 18. Jahrhundert. Medizinische Dissertation Kiel 1965.
- Axel W. Bauer: Scheintod. In: Werner E. Gerabek, Bernhard D. Haage, Gundolf Keil, Wolfgang Wegner (Hrsg.): Enzyklopädie Medizingeschichte. De Gruyter, Berlin / New York 2005, ISBN 3-11-015714-4, S. 1291.
- Dominik Groß: Die Behandlung des Scheintods in der Medizinalgesetzgebung des Königreichs Württemberg (1806–1918). In: Würzburger medizinhistorische Mitteilungen. Band 16, 1997, S. 15–33.
- Tankred Koch: Lebendig begraben. Geschichte und Geschichten vom Scheintod. Edition Leipzig, 1990, ISBN 3-361-00299-0; Neudruck (Lizenzausgabe mit dem Titel Scheitod. Lebendig begraben) Tosa Verlag, Wien 2002.
- Martin Patak: Die Angst vor dem Scheintod in der 2. Hälfte des 18. Jahrhunderts. Medizinische Dissertation Zürich 1967.
- Otto Prokop: Scheintod zwischen Glauben und Wirklichkeit. In: Tankred Koch: Lebendig begraben. Geschichte und Geschichten vom Scheintod. Edition Leipzig, 1990, ISBN 3-361-00299-0; Neudruck (Lizenzausgabe mit dem Titel Scheintod. Lebendig begraben) Tosa Verlag, Wien 2002, S. 10–30.
- Steffen Schäfer: Scheintod. Auf den Spuren alter Ängste. Morgenbuch Verlag, Berlin 1994, ISBN 3-371-00375-2.
- Ingrid Stoessel: Scheintod und Todesangst. Äußerungsformen der Angst in ihren geschichtlichen Wandlungen (17.-20. Jahrhundert). Medizinische Dissertation Köln 1983.
- Falk Wiesemann: Auch die Angst hat ihre Mode. Die Angst vor dem Scheintod in der Zeit von Aufklärung und Romantik. Klartext, Essen 2004, ISBN 3-89861-018-7.

### Historische Literatur
- Josef Bernt: Vorlesungen über die Rettungsmittel beim Scheintod und in plötzlichen Lebensgefahren. Wien 1837.[31]
- J. P. Brinkmann: Beweis der Möglichkeit, daß einige Leute lebendig begraben werden können. Düsseldorf/Cleve/Leipzig 1772.
- E. Bouchut: Die Todeszeichen und die Mittel, voreilige Beerdigungen zu verhüten. Übersetzung von Dornbluth. Erlangen 1830.
- C. Creve: Der Metallreiz als Prüfungsmittel des wahren Todes. Leipzig/Gera 1796.
- C. J. Flachsland: Über die Behandlung der Scheintoten. Karlsruhe 1806.
- A. G. Hoffmann: Einige Bemerkungen über den Scheintod und die Gefahr einer frühen Beerdigung. Frankfurt am Main 1804.
- J. M. Huber: Die Totenbeschau nach dem Standpunkt der neuen Wissenschaft zur Verhütung des Lebendigbegrabenwerdens. Innsbruck 1852.
- J. G. Jancke: Abhandlung von der Ungewißheit der Kennzeichen des Todes und dem Mißbrauch, der mit übereilter Beerdigung und Einbalsamierung vorgeht. Nach J. J. Bruhier. Leipzig/Kopenhagen 1754.
- Dr. W. A. Nagel: Ueber Scheintod. In: Die Gartenlaube. Heft 13, 1899, S. 408–414 (Volltext [Wikisource]).
- G. Reimer: Anweisung zur zweckmäßigen Behandlung und Rettung der Scheintodten oder durch plötzliche Zufälle verunglückter Personen. Herausgegeben auf Veranlassung des königlichen Ministerii der geistlichen Unterrichts und Medizinal Angelegenheiten. Berlin 1820.
- J. N. Schosulan: Anleitung, alle Arten des Scheintodes auf die faßlichste und sicherste Art zu erkennen, die Unglücklichen wiederzubeleben, besonders für Nichtärzte. Wien 1803.
- Christian August Struve: Der Lebensprüfer oder Anwendung des von mir erfundenen Galvanodesmos zur Bestimmung des wahren vom Scheintodte, um das Lebendigbegraben zu verhindern. Hannover 1805.
- Johann Gottfried Taberger: Der Scheintod in seinen Beziehungen auf das Erwachsen im Grabe und die verschiedenen Vorschläge zu einer wirksamen und schleunigen Rettung im Falle dieser Art. Hannover 1829. Mit Tafeln von J. A. Meier.
- Johann Wendt: Hilfe bei Vergiftungen und bei den verschiedenen Arten des Scheintodes. Breslau 1825.
- Jacob Winslow: Quaestio medico-chirurgica […] an mortis incertae signa minus incerta a chirurgicis, quam ab aliis experimentis. Paris 1740.